# Воробьёв, Клим Николаевич
Клим Николаевич Воробьёв (род. 25 марта 1984) — российский легкоатлет, специалист по прыжкам в длину и тройным прыжкам. Выступал на профессиональном уровне в 2003—2010 годах, победитель и призёр первенств всероссийского значения, участник чемпионата Европы в помещении в Турине и Всемирной Универсиады в Белграде. Представлял Москву и Санкт-Петербург. Мастер спорта России.

## Биография
Клим Воробьёв родился 25 марта 1984 года.
Занимался лёгкой атлетикой под руководством тренеров И. В. Грузнова, Е. М. Тер-Аванесова, Е. Н. Попковой.
Впервые заявил о себе в сезоне 2003 года, когда в прыжках в длину одержал победу на чемпионате России среди юниоров в Казани и на чемпионате Санкт-Петербурга. Попав в состав российской сборной, выступил в юниорской матчевой встрече со сборными Польши и Франции в Зелёна-Гуре, где в зачёте тройного прыжка стал вторым.
В 2004 году в прыжках в длину выиграл серебряную медаль на чемпионате Санкт-Петербурга, в тройном прыжке стал шестым на молодёжном всероссийском первенстве в Чебоксарах, стартовал на чемпионате России в Туле.
В 2005 году взял бронзу на молодёжном всероссийском первенстве в Москве, был пятым на всероссийских соревнованиях в Сочи, девятым на Мемориале братьев Знаменских в Казани, третьим на открытом чемпионате Москвы, шестым на чемпионате России в Туле.
В 2006 году в тройном прыжке занял четвёртое место на Рождественском кубке в Москве, победил на молодёжном всероссийском первенстве в помещении в Саранске, третье место на Мемориале Дьячкова и Озолина в Москве, девятое место на Кубке России в Сочи.
В 2007 году показал четвёртый результат на Рождественском кубке в Москве, получил серебро на чемпионате Москвы, стал восьмым на международном турнире «Русская зима» в Москве, четвёртым на зимнем чемпионате России в Волгограде, пятым на летнем чемпионате России в Туле.
В 2008 году был пятым на Рождественском кубке в Москве, восьмым на чемпионате Москвы, седьмым на зимнем чемпионате России в Москве, четвёртым на Кубке Кавказа в Сочи и на Мемориале Знаменских в Жуковском, восьмым на летнем чемпионате России в Казани.
В 2009 году завоевал серебряные награды на Рождественском кубке и на чемпионате Москвы, с личным рекордом 16,76 получил серебро на зимнем чемпионате России в Москве. Благодаря череде удачных выступлений удостоился права защищать честь страны на чемпионате Европы в помещении в Турине — на предварительном квалификационном этапе тройного прыжка показал результат 16,38 метра, чего оказалось недостаточно для выхода в финал. Позднее выиграл командный чемпионат России в Сочи и международный турнир в Швейцарии, стал шестым на летнем чемпионате России в Чебоксарах. Будучи студентом, представлял страну на Всемирной Универсиаде в Белграде, где в финале с результатом 16,67 занял седьмое место.
В 2010 году был пятым на Рождественском кубке, четвёртым на Мемориале Дьячкова и Озолина, седьмым на зимнем чемпионате России в Москве, пятым на командном чемпионате России в Сочи, третьим на чемпионате Москвы, седьмым на Кубке России в Ерино. По окончании сезона завершил спортивную карьеру.
В 2012 году окончил Российский государственный университет физической культуры, спорта, молодежи и туризма. Работал тренером в Спортивной школе олимпийского резерва № 2 Московского района Санкт-Петербурга. Женат на Елене Викторовне Воробьевой , в браке два сына , Даниил и Богдан.